# Stadtwald (Essen)
Stadtwald – dzielnica miasta Essen zlokalizowana na południe od śródmieścia. Położona jest na północ od jeziora Baldeney na wzniesieniach Ruhrhöhen, składa się głównie z terenów zielonych i lasów, ale także z zabudowy mieszkalnej. Stadtwald graniczy od północy, zgodnie z kierunkiem wskazówek zegara, z następującymi częściami miasta: Rüttenscheid, Bergerhausen, Rellinghausen, Heisingen i Bredeney.
Na osiedlu znajduje się stacja kolejowa Essen-Stadtwald. W latach 1949–1957 Stadtwald i Heisingen łączyła linia trolejbusowa. Pętla znajdowała się na Stadtwaldplatz.

## Ludność
Według stanu z 31 grudnia 2023 r. Stadtwald miał 9698 mieszkańców.
Struktura demograficzna Stadtwaldu:
- Udział mieszkańców poniżej 18. roku życia: 14,9% (średnia w mieście: 16,9%)
- Udział mieszkańców powyżej 65. roku życia: 30,9% (średnia w mieście: 21,6%)
- Udział obcokrajowców: 4,5% (średnia w mieście: 20,0%)

## Galeria

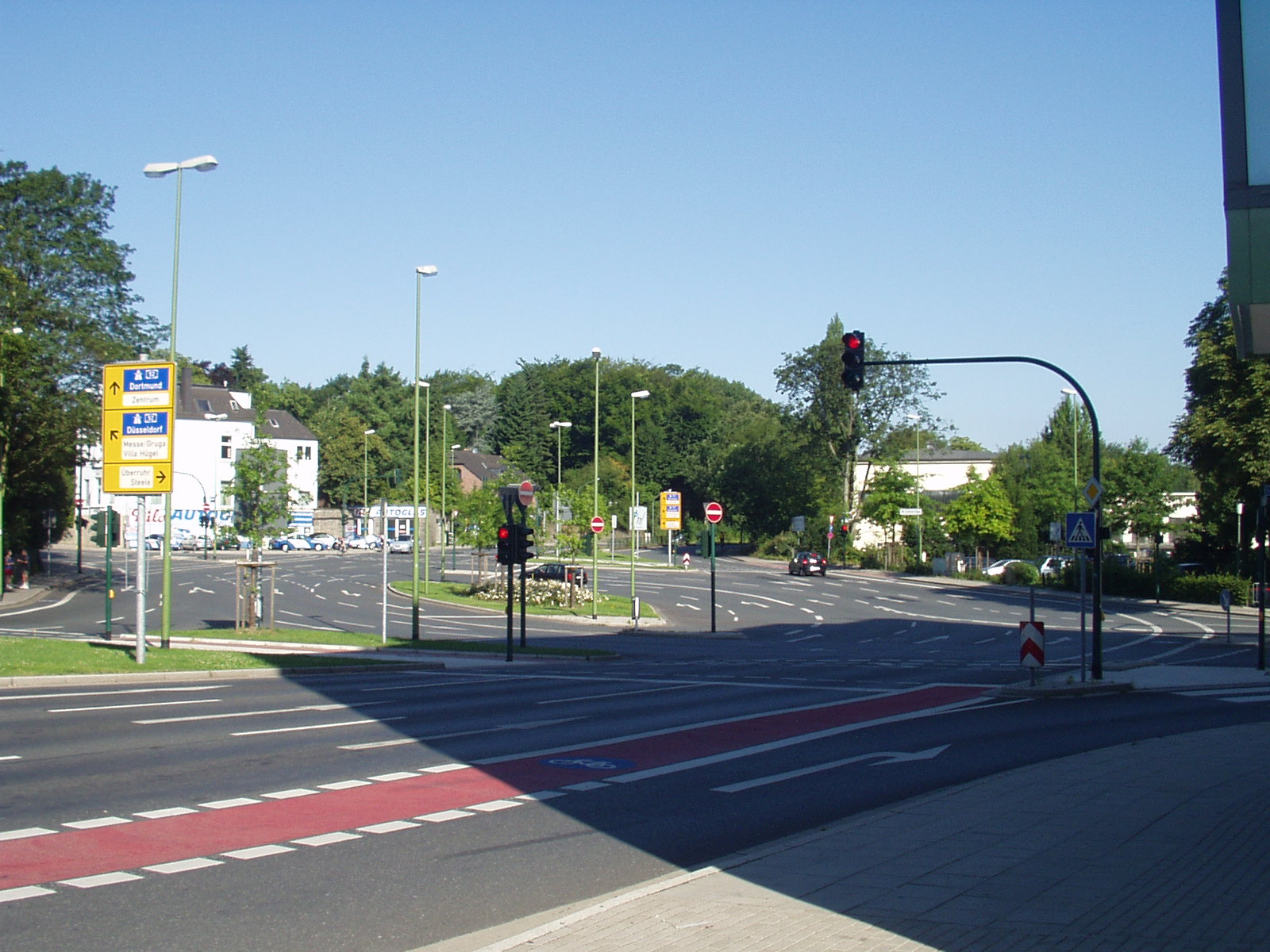
Stadtwaldplatz, 2005
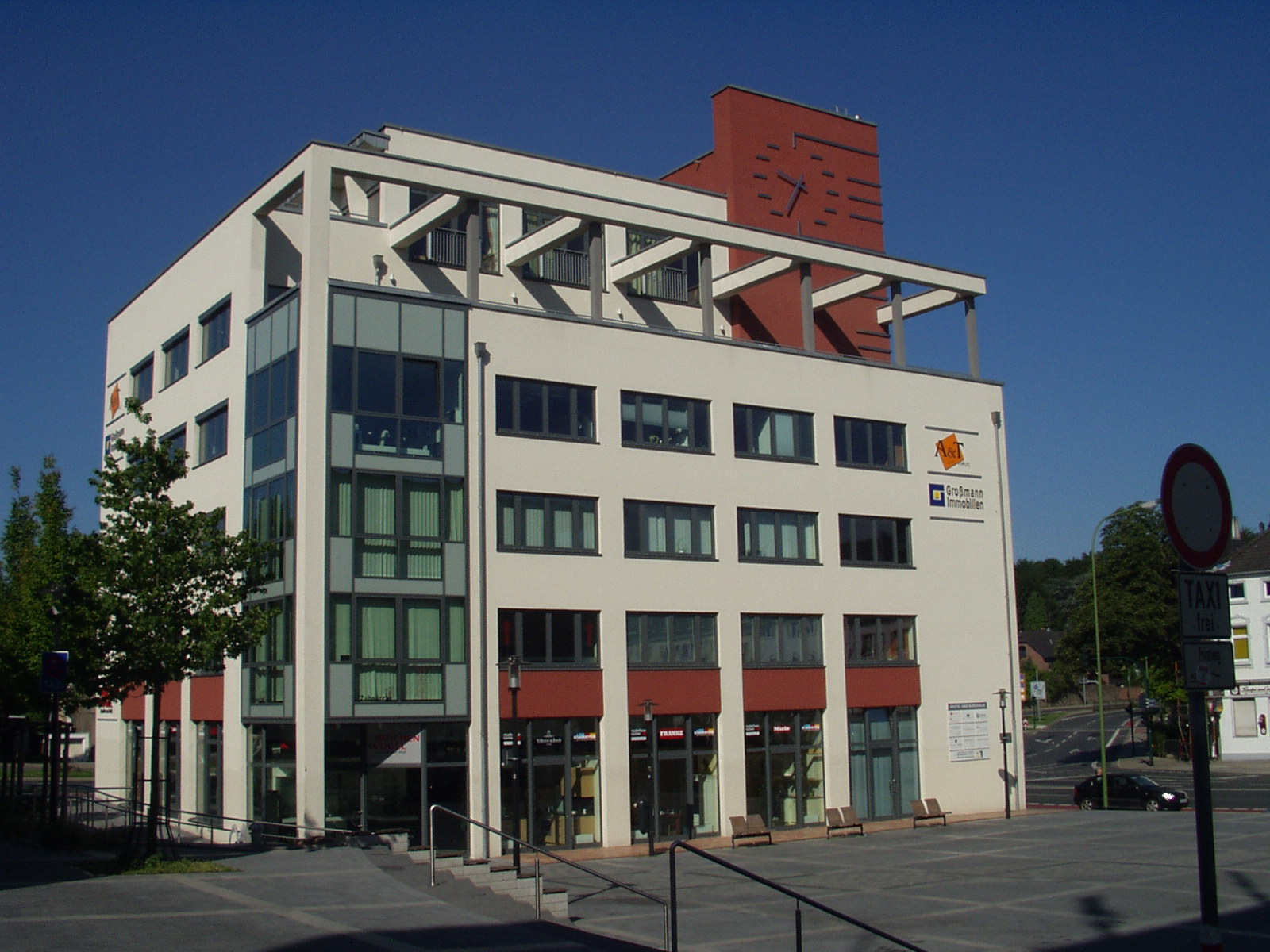
Budynek przy Stadtwaldplatz, 2005
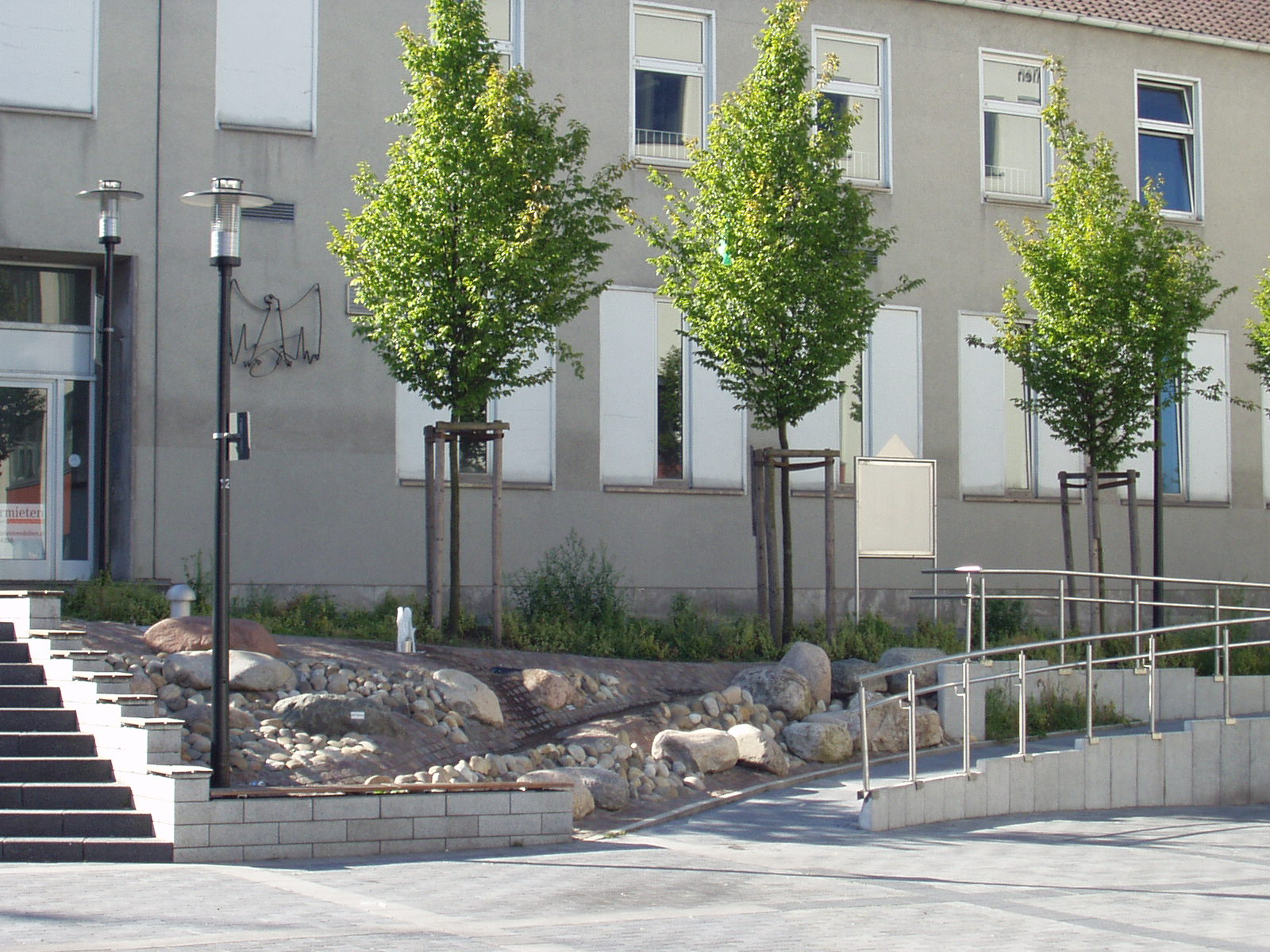
Fontanna na Stadtwaldplatz, 2005
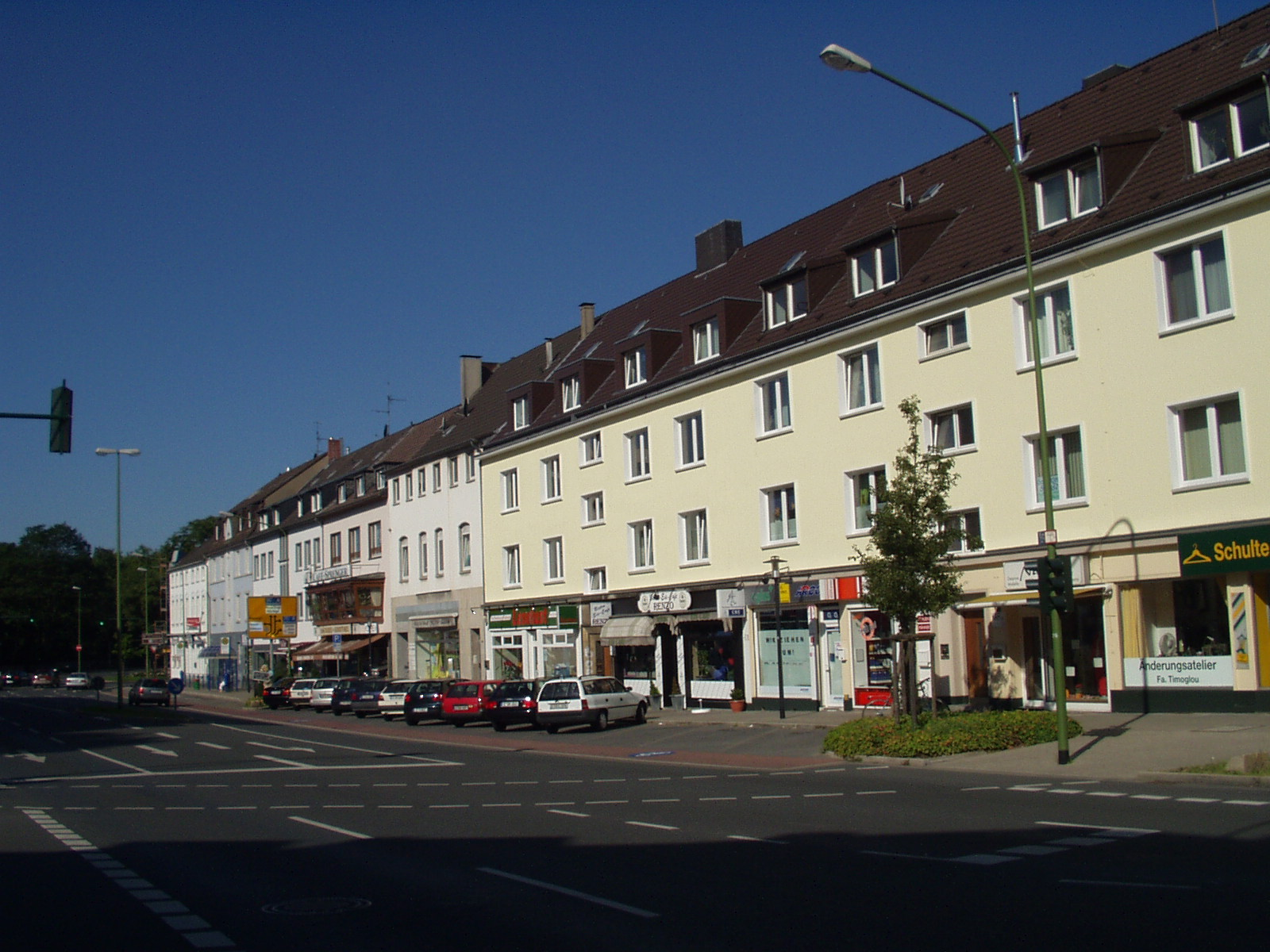
Frankenstraße, 2005
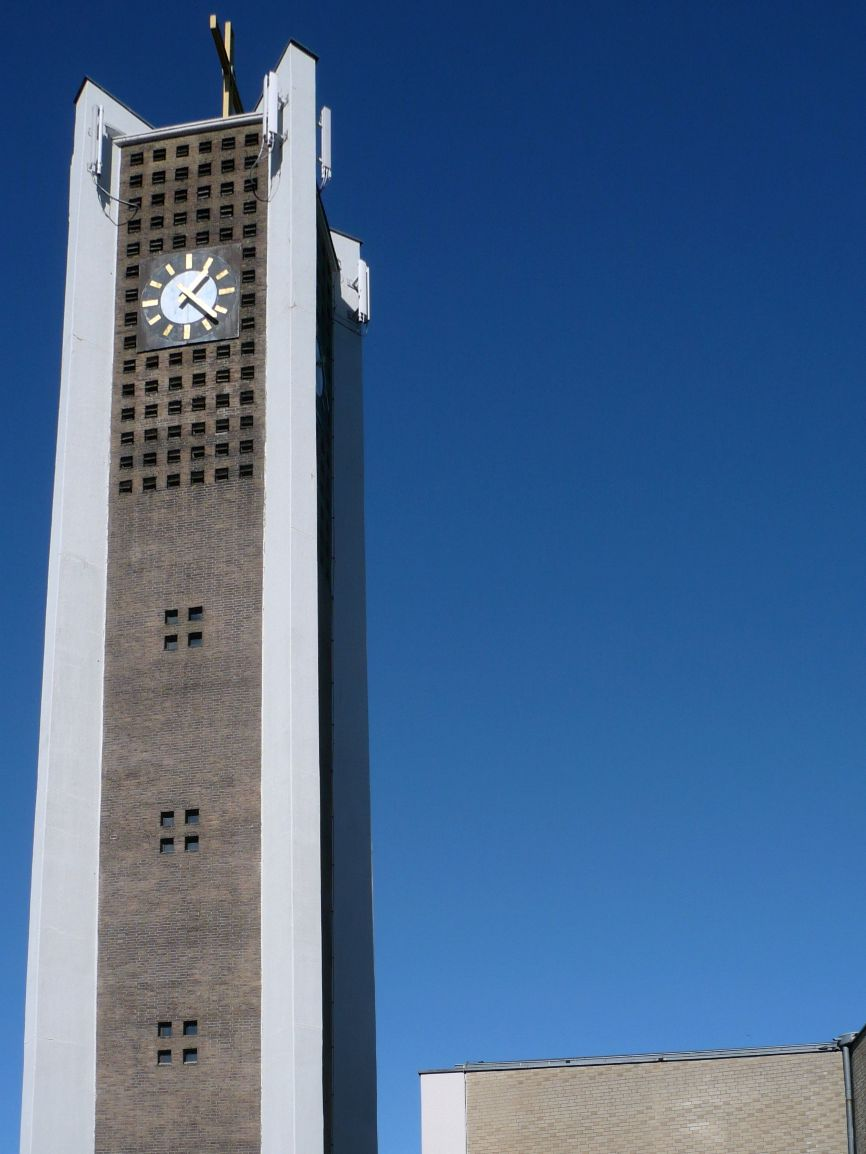
Kościół św. Teresy, 2008
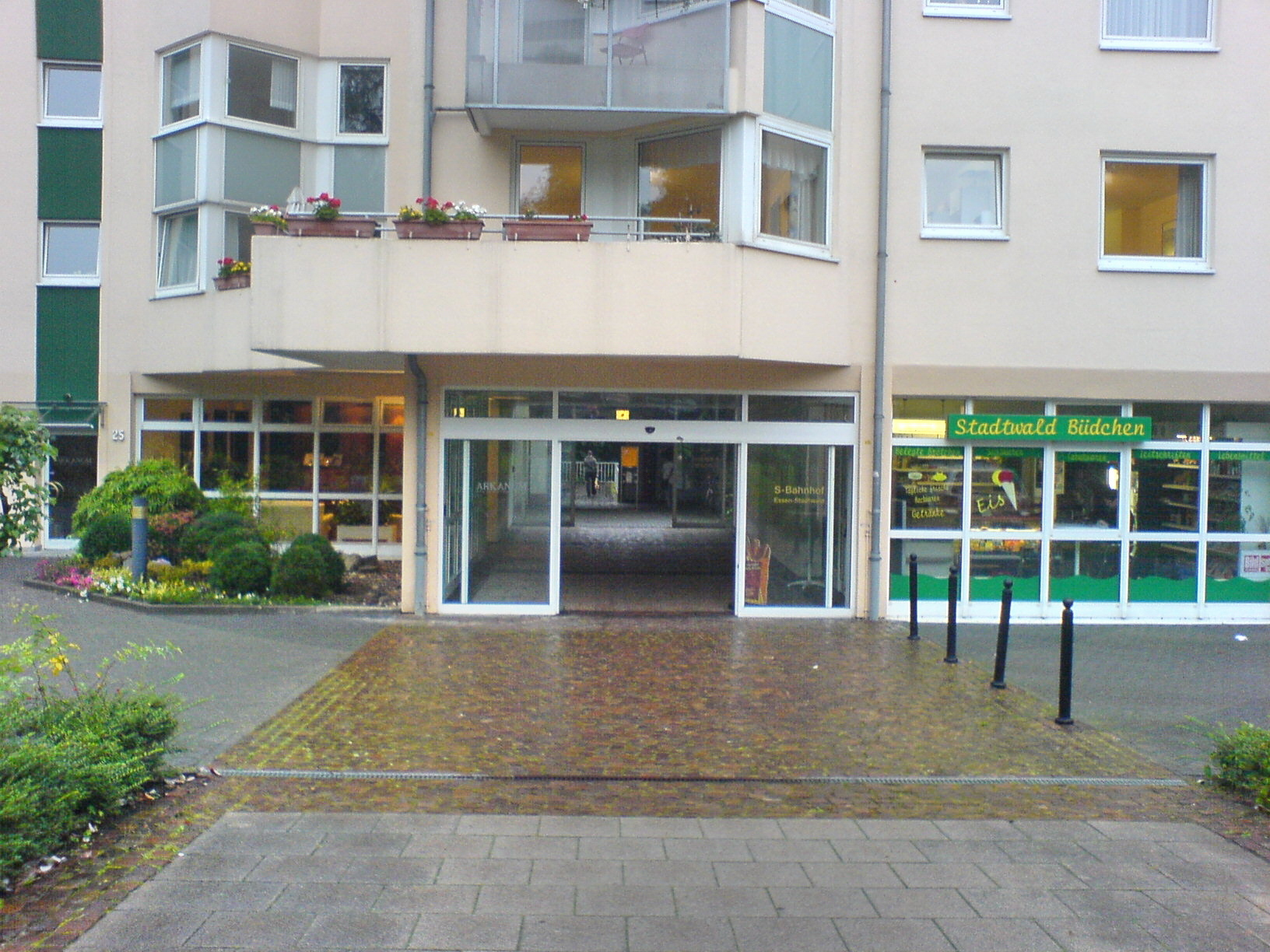
Wejście na przystanek Essen-Stadtwald, 2007